# Pawnee
Pawnee (også Paneassa, Pari, Pariki og flere andre varianter) er en nordamerikansk indianerstamme, der tidligere boede langs floderne Platte, Loup og Republican i det nuværende Nebraska. Stammen er delt i fire divisioner: Skidi, chawi, pitahawirata og kitkahahki.:71  De første hvide omtalte dem ofte som (i samme rækkefølge som før) Loup-, Grand -, Tappage - og Republican-divisionen.:4  Deres sprog hører til caddoangruppen.:95  Fra 1875 har stammen holdt til i Pawnee reservatet i Oklahoma.:16 

## Historie

### År 1500 til 1900
Omkring år 1500 skilte pawneeindianerne og arikaraerne sig ud fra hinanden.:28  Arikaraerne søgte nordpå, mens pawneeindianerne boede i byer af runde jordhytter og dyrkede majs og andre afgrøder langs Loup River.:32  Traditionen siger, at skidierne straks fra start var stammens nordligste gruppe ved Loup River, mens de øvrige grupper (South Bands) holdt til ved Republican River tæt på Kansas.:9  Under interne konflikter i den løst organiserede stamme holdt South Bands gerne sammen mod de mere fjerne skidier, der tilmed talte en egen dialekt.:75-76  Skidierne var også ene om at udføre Morning Star-ceremonien, der endte med drabet på en pige bortført fra en anden stamme.:32  På et tidspunkt lader stammen til at have haft mindst 15 navngivne byer.:178  Når en by var uegnet til beboelse mere som følge af knaphed på træ i nærområdet, dårlige sanitære forhold eller andet, byggede indbyggerne en ny et mere fordelagtigt sted.:78  Hver sommer og vinter sluttede flere byer sig sammen i månedlange bisonjagter syd for Platte River. Under fællesjagterne overnattede familierne i tipier.:kap. 4 
I det 17. og 18. århundrede havde pawneestammen skiftende relationer til både spanierne sydpå og franskmændene, der bevægede sig ind i området fra nord. I 1719 indgik stammen en fredsaftale med franskmændene. For at stække alliancen og hindre fransk dominans i området sendte Ny Spanien vice-guvernør Villasur og hans hær ud fra Santa Fe i 1720. Hæren og dens allierede apache- og puebloindianere led imidlertid et nederlag til pawneekrigerne, der blev bistået af otoer samt franske pelsopkøbere.:7 
Over midten af 1800-tallet udførte beredne krigere raids i New Mexico mere end 800 km sydpå.:52  Samtidig kæmpede pawneestammen om retten til de bedste jagtmarker med blandt andre osage- og kansaindianerne; to relativt nye indianske folk på prærien.:55  :88-89  En langvarig alliance med wichitaerne i det sydlige Kansas bestod til omkring 1790, da disse sluttede sig til andre stammer.:58 
Den første kontakt mellem stammen og det officielle U.S.A. fandt sted i 1806. Løjtnant Pike meddelte pawneestammen, at den stod under amerikansk overhøjhed som følge af Frankrigs salg af Louisiana til U.S.A. i 1803. En gruppe chawikrigere tog dog siden frit, hvad den ville have af hans lille kompagnis forsyninger.:131-132 
Pawneestammen indgik den første traktat - om fred og venskab - med U.S.A. i 1818.:137  Inden stammen afstod den sidste rest hjemland i Nebraska i 1876, havde den solgt kæmpearealer til U.S.A. via traktater indgået i 1833, 1848 og 1857.:209-213  (Se galleri)
Arvefjenderne i cheyennestammen prøvede at udrydde en jagtlejr pawnees under høvding Big Eagle ved Platte River omkring 1830. Det skete i en ”pilekamp”, hvor cheyennerne bar stammens fire hellige pile frem mod fjenden. Pawneeindianerne vandt en glorværdig sejr ved i stedet at erobre pilene og sende cheyennerne grædende tilbage til deres egne områder.  :48-53  Pawneeindianerne dræbte siden den populære cheyennehøvding Alights On The Cloud (Touching Cloud) under en forsvarskamp i 1852. Da cheyennerne og disses kampfæller ville hævne det året efter, endte det med et nyt nederlag.:188-189 
Fra omkring 1830 følte pawneestammen dens nordlige jagtmarker truet af bisonjagende lakotaer:186  og mistede dem da også gradvist.:17 
Skidierne lader til at have udført morgenstjerneceremonien sidste gang i 1838. Amerikanerne arbejdede for at få dem til at stoppe den, ligesom flere pawnees tog afstand fra ceremonien.:135 
I  juni 1843 overrumplede op mod 300 lakotaer en pawneeby tæt på Loup River. De dræbte over femogtres indbyggere og satte ild til tyve jordhytter. Pawneehøvding Blue Coat faldt under kampen.:185-187  Lakotaer og pawnees vedblev at støde sammen,:58-63  lige til de sidstnævnte forlod Nebraska og lagde geografisk afstand til arvefjenderne i South Dakota. Inden da dræbte oglala- og brulelakotaer mindst niogtres pawnees under Slaget i Massacre Canyon i 1873, der er en af de værste massakrer på pawneeindianerne.
Tolv pawnees mistede livet i 1847 efter at være blevet lokket ind i et fort og angrebet af hvide soldater.:144  På trods af små sammenstød i 1849 kom det aldrig til en egentlig krig mellem pawnees og amerikanske soldater.:180  :257 
Individuelle pawneekrigere indgik i et samarbejde med U.S.A.s hær fra 1857.:43  Reduceret af kopper og stammekampe (fra 12.500 pawnees i 1840 til 2.447 i 1872):133  magtede den ikke at svare effektivt igen på angrebene fra den store lakotastamme og cheyennerne. Cheyennerne var i kampforbund med både arapahoer, kiowaer og kiowa-apacher.:188  Spejdere fra pawneestammen, ofte ledet af Frank North, deltog i flere amerikanske angreb på cheyenner og andre fælles indianske fjender frem til 1876.:186 ff. 

## Kultur

### Skidi-divisionens organisering

#### Fire særlige høvdinge
Blandt skidi-pawneerne ledte fire særlige høvdinge på skift og i en fastlagt orden et råd dannet af høvdingene fra hver af de samarbejdende skidi-byer. De fire høvdinge holdt til i Old Village, der var den eneste by med fire ledere med en arvet høvdinge-titel; andre byer havde kun én. Hver af de fire ejede et helligt bundt, der knyttede sig til en bestemt retning: Nordøst, nordvest, sydøst eller sydvest. En høvding med et bundt knyttet til en nordlig retning ledte rådet i vinterhalvåret, mens ejeren af et syd-bundt præsiderede om sommeren. Hver leder styrede rådet i cirka seks måneder, så en ny rotation med de samme fire høvdinge startede hver andet år.:8 
Som de eneste tog disse høvdinge plads ved et lavt alter af stampet jord i jordhyttens vestlige buevæg under rådsmøder.:8  En rummelig hytte, gerne en høvdings, blev brugt under møderne, for byerne var uden en decideret rådshytte.:7 
Posten som særlig høvding afhang af ejerskabet af det hellige bundt, der var gået i arv i familien lige fra tidlig tid. Hvis en søn var uegnet som høvding eller afslog at efterfølge sin far, gik posten til et andet mandligt medlem i familien, der var titlen værdig.:10 

#### By-høvdinge og valgte høvdinge
Skidierne fandt vejledning i kosmos, og de stod i relation til mange af dets himmellegemer. Især stjernerne var vigtige for skidierne som halv-guder og budbringere mellem dem og universets skaber, Tirawahut.:38  I starten var enhver af mindst 13:178  skidi-byer blevet grundlagt af en person, skabt af en stjerne, der lod vedkommende nyde gavn af dens særlige evner og egenskaber via et helligt bundt. Ejeren af bundtet var byens høvding. Bundet gik i arv, så til hver en tid nedstammede byhøvdingen i en lige linje fra byens grundlægger.:8  Ved dødsfald blev en ny arvtager officielt anerkendt som den gamle byhøvdings retmæssige efterfølger under en særlig samling af alle høvdingene lige op til sommerens jagtekspedition.:91 
Hver bys høvding var fra gammel tid tildelt en bestemt og fast plads ved jordhyttens nordre - eller søndre buevæg under rådsmøderne. Høvdingens plads i hytten afspejlede hans hjembys beliggenhed i forhold til skidi-byen, hvor det store råd af samtlige ledere fra de samarbejdende byer for allerførste gang havde samlet sig.:8 
Almindelige mænd kunne vælges til høvding efter at have udmærket sig under jagt eller i krig gentagne gange. Samtidig måtte de leve op til samfundets idealer om f.eks. at være gavmild, lydhør og udvise medfølelse og drage omsorg for andre. Titlen var livsvarig, men den gik ikke i arv.:10 
En af høvdingerådets vigtigste opgaver var at fastlægge og samordne starten på skidiernes fælles sommer- og vinterjagt langt væk fra byerne og bestemme hvilke ruter ud på prærien, der skulle følges. Rådet gik efter at træffe beslutninger med bred opbakning.:8 

#### Andre vigtige poster
Alle med en arvet høvdingetitel valgte en assistent i form af en anset kriger. Han skulle bl.a. sørge for at vedtagne beslutninger blev ført ud i livet. Som høvdingens højre hånd hjalp han også til med praktiske ting i forbindelse med planlagte sammenkomster. Tre mænd udpeget af assistenten støttede ham i de pålagte opgaver og fungerede som by-politi under hans ledelse.:10 
Flere jagt- og krigerselskaber understøttede høvdingene og udførte vigtige funktioner under fællesjagter og forsvaret af stammen.

### South bands’ organisering
Pawnee-stammens sydlige divisioner blev hver især styret af høvdinge, der i lighed med skidierne enten havde arvet titlen eller var valgt ind i rådet. Organiseringen var mere enkel end skidiernes, idet pitahawirataerne boede i kun to byer, mens chawierne havde samlet sig i en enkelt by og det samme var tilfældet med kitkahahki-divisionens folk.:10 

## Pawneestammen i fiktion
Stammen er omtalt i J.R. Coopers børnebog Prærien, som fjender af siouxstammen, og deltager i blodige slag mod denne.
Desuden er pawnee-stammen diskuteret som den fjendtlige stamme i Kevin Costners film Danser med ulve, som truer den siouxstamme, der huser filmens hovedperson. Filmens fremstilling af aggressive pawneekrigere mod sagesløse lakotaer har fået kritik af den universitetsuddannede historiker og pawnee James Thomas Riding In.:219, note 2 

## Traktatområder i traditionelt pawnee land, 1833-1875
- Pawnee territoriet i Nebraska, Kansas og South Dakota som anerkendt af USA i 1833
- Pawnee territoriet efter 1833
- Pawnee territoriet efter 1848 og afståelse af Grand Island i Platte River til USA
- Pawnee reservatet, oprettet 1857 efter yderligere landafståelser til USA
- I 1876 levede pawneerne i Indianerterritoriet og havde intet tilbage af deres traditionelle land i Nebraska